# Уманський Микола Гнатович
Микола Гнатович Уманський (нар. 22 травня 1923, Проценкове — пом. 25 травня 2011) — начальник Херсонського облжитлоуправління, голова Херсонської міської ради ветеранів, почесний громадянин Херсона.

## Біографія
Народився 22 травня 1923 року в селі Проценковому (тепер селище міського типу Зеленівка Херсонської міськради) в селянській сім'ї. Навчався у місцевій школі, працював у колгоспі помічником машиніста. У 1941—1943 роках брав участь у німецько-радянській війні. Після контузії у грудні 1943 року перебував на лікуванні і у червні 1944 року повернувся до дому, де місцевий воєнкомат направив його працювати водієм на відбудову підприємств нафтопереробної галузі Херсона: нафтозаводу, нафтагавані тощо. З грудня 1945 року працював водієм першого секретаря Херсонського обласного комітету КПУ Олексія Федорова. Згодом переведений на роботу завідувачем гаража в Ізмаїльський обком КПУ. Після ліквідації Ізмаїльської області, у 1954 році, працював на Херсонському бавовняному комбінаті начальником транспортної служби, а з серпня 1957 року — головою фабричного комітету комбінату. Протягом 1962—1976 років обирався секретарем Херсонської облпрофради. У 1974 році переведений на посаду начальника Херсонського облжитлоуправління, на якій працював до виходу на пенсію у 1986 році.
У 1993 році обраний головою Херсонської ради ветеранів. За період трудової діяльності протягом восьми скликань обирався депутатом Херсонської міської ради. Помер 25 травня 2011 року. Похований у Херсоні.

## Відзнаки
Нагороджений:
- орденом Вітчизняної війни 2 ступеня (6 квітня 1985)[3], орденом Трудового Червоного Прапора (за роботу по організації соціалістичного змагання в області та вирішення питань щодо соціального захисту трудящих)[2];
- двома медалями «За доблесну працю» (За високовідповідальне ставлення та самовіддану працю по повоєнному відновленню об'єктів промисловості Херсона)[1].

Почесний громадянин міста Херсона (рішення Херсонської міської ради IV скликання від 7 липня 2004 № 629; за значний особистий внесок у розвиток ветеранського руху в місті Херсоні, багаторічну плідну працю на посаді голови міської ради ветеранів, активну суспільно — політичну діяльність).